# Falange Auténtica
Falange Auténtica är ett spanskt falangistparti som bildades 2002 som en utbrytning ur Falange Española/La Falange. Partiet säger sig representera den verkliga falangismen som José Antonio Primo de Rivera var grundare till och inte utfrån ett Francoistiskt konservativt perspektiv. Partiet karaktiseras av sin vänsterpolitik. I kommunalvalen 2003 vann de två säten i El Hoyo de Pinares och ett i Ardales, Malaga.